# Rotonda del Capitolio
La Rotonda del Capitolio es la rotonda central del Capitolio de Washington (capital de los Estados Unidos), localizada por tanto justo debajo de la gran cúpula de ese edificio. Se considera el "corazón simbólico y físico" del Capitolio. 

## Diseño y construcción

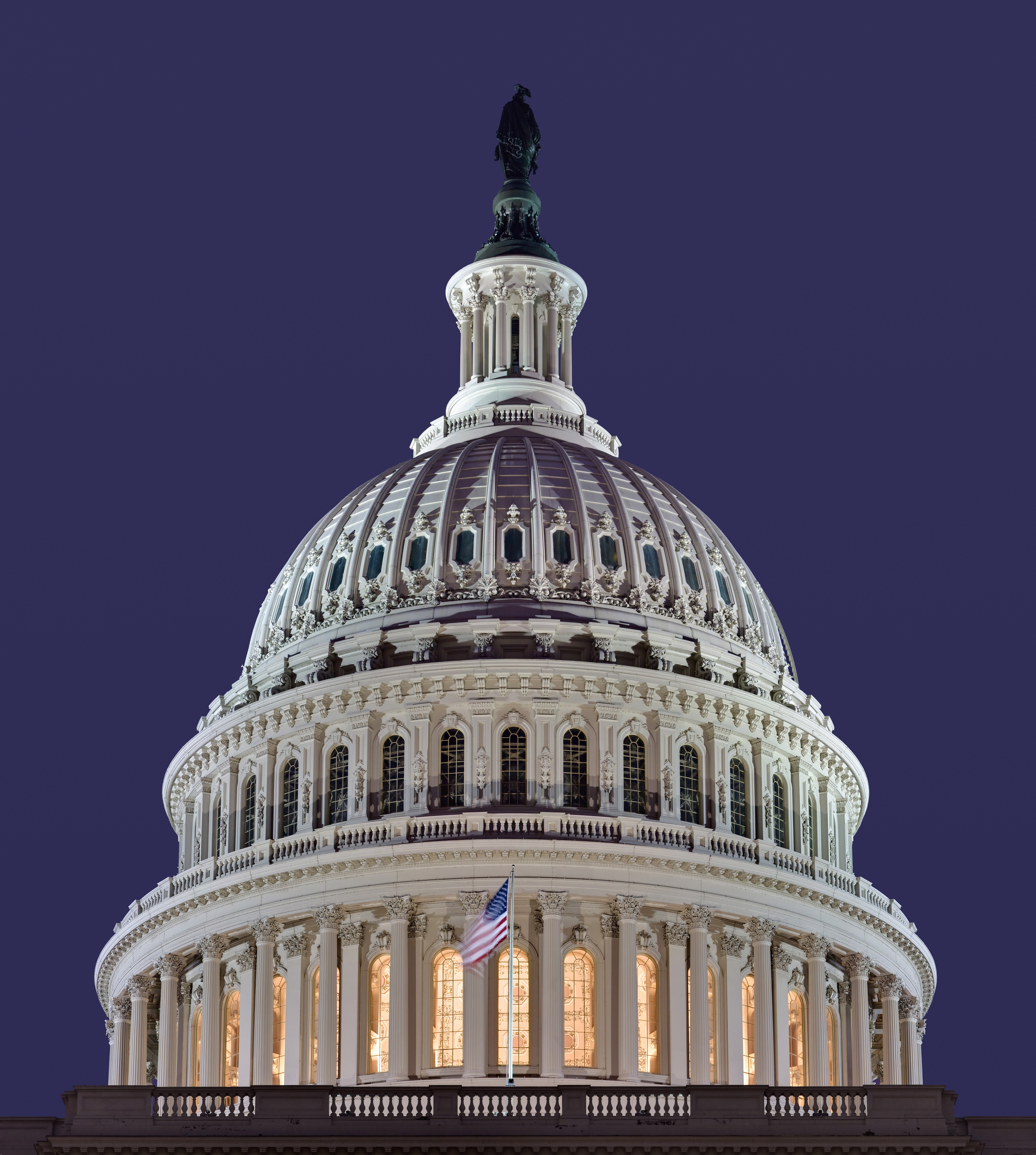
Cúpula del Capitolio

El arquitecto William Thornton fue el ganador del diseño del Capitolio en 1793. Debido a la Guerra anglo-estadounidense de 1812, que provocó el incendio y destrucción del edificio, no se empezó a construir la rotonda hasta el año 1818, siendo completada en 1824. Se concibió en estilo neoclásico evocando al Panteón de Roma.

## Apoteosis de Washington

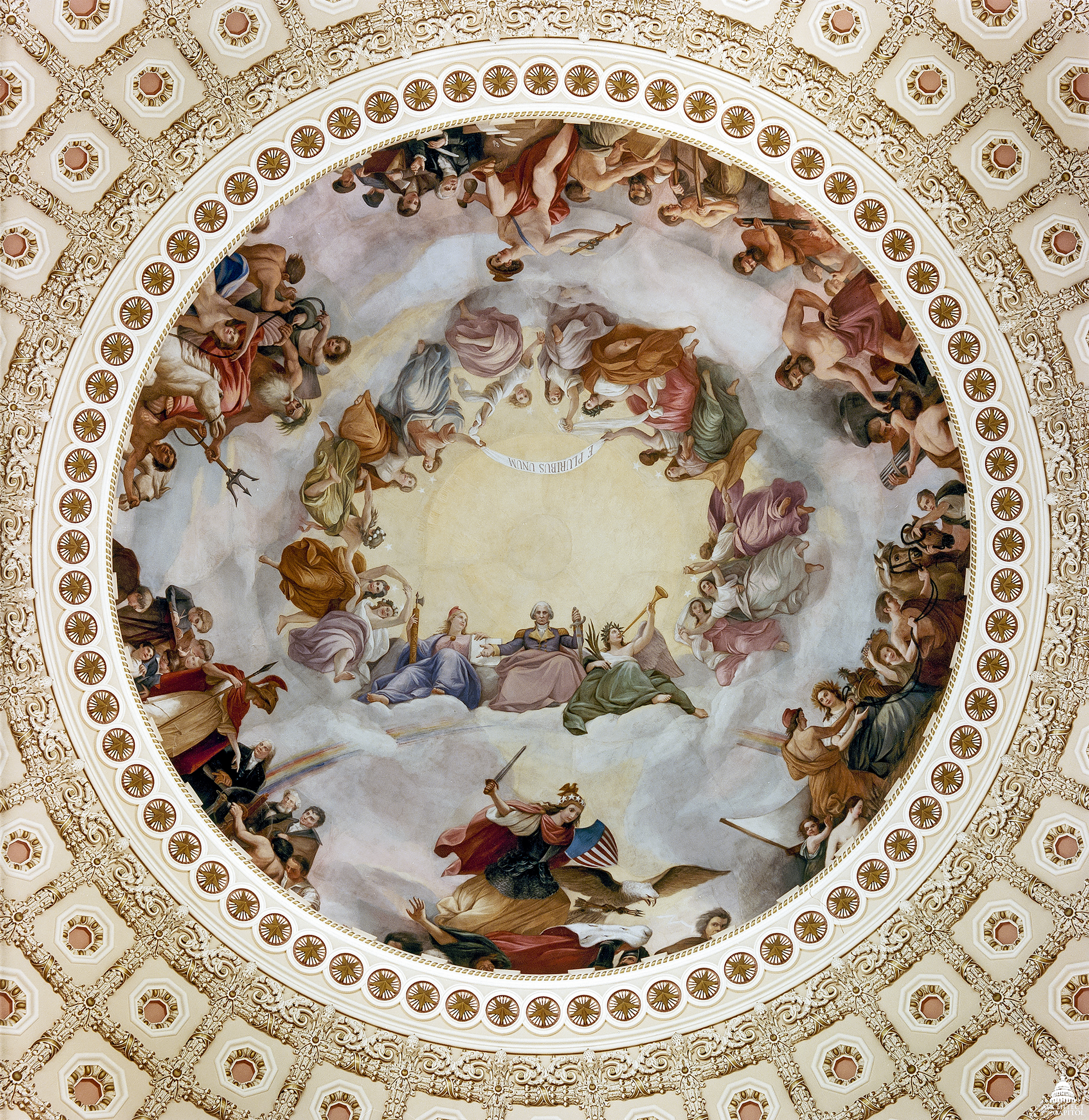
La Apoteosis de Washington, tal y como se ve desde la rotonda

Se trata de un fresco de gran tamaño pintado en 1865 en el interior de la cúpula de la rotonda, por Constantino Brumidi, pintor italo-estadounidense que aprendió su oficio en Italia, llegando a trabajar para el Papa Gregorio XVI así como para aristócratas romanos. Se titula "apoteosis de George Washington", y representa al presidente dibujado con el simbolismo de un dios y rodeado a su vez de 13 diosas entre ellas las diosas Libertad y Victoria, además, está rodeado de pinturas sobre la guerra, las artes, las ciencias, el comercio o la agricultura. 

## Friso de la Historia Americana
Ocupa la banda inferior de las 36 ventanas. Se trata de un fresco con 19 escenas de la historia de Estados Unidos. Brumidi las diseñó en 1859 pero no se empezaron a pintar hasta 1878. Brumidi pintó 7 escenas y una parte de otra, mientras trabajaba en la escena "William Pell y los indios" cayó del andamio y murió a los pocos meses. Fue terminado por diferentes artistas.

## Pinturas Históricas

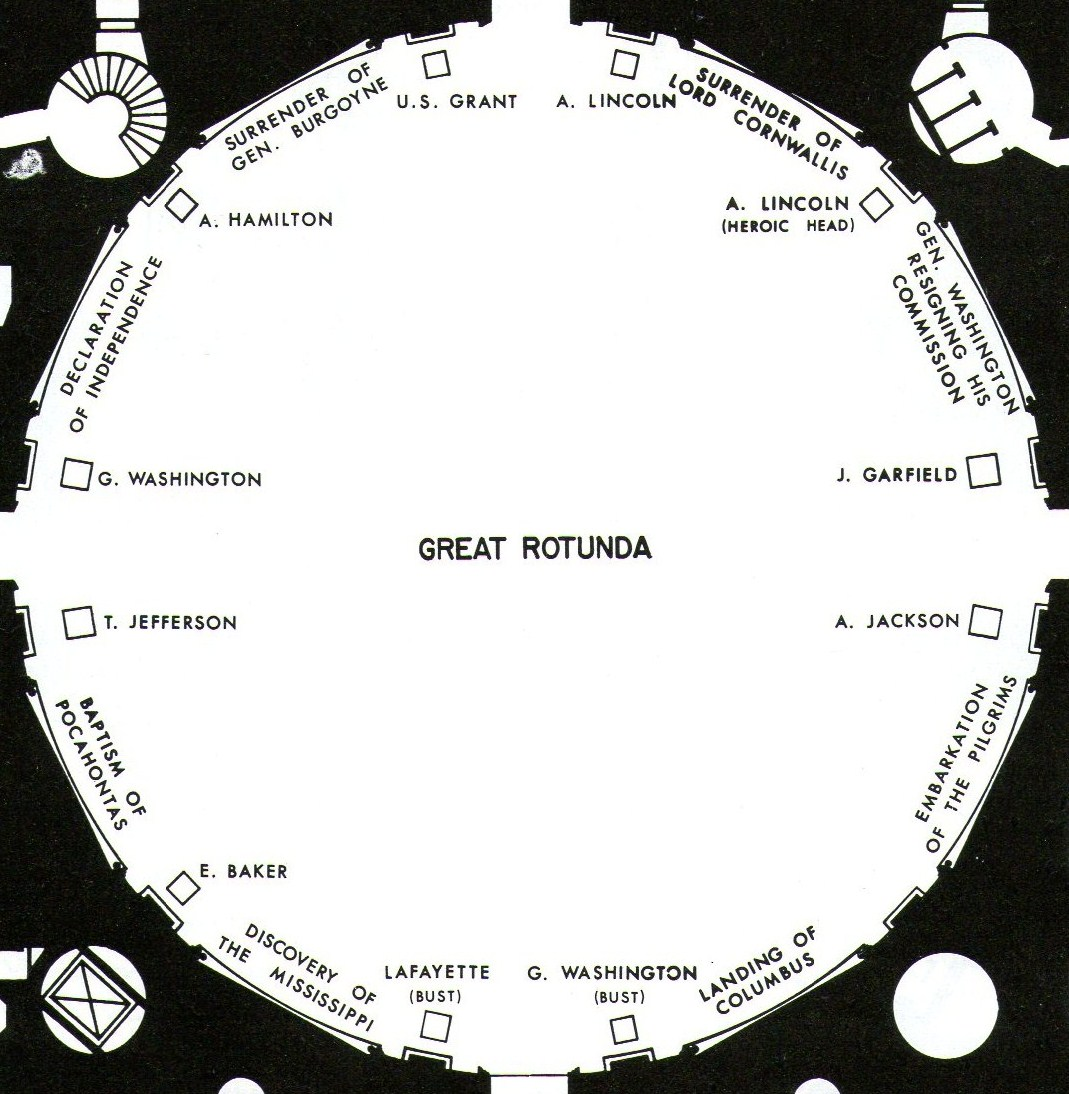
Planta de la rotonda que muestra la localización de las pinturas, estatuas y bustos en 1978 (antes de las estatuas de Truman, Eisenhower, Ford y Reagan, el busto de Martin Luther King y el Monumento al Sufragio Femenino).

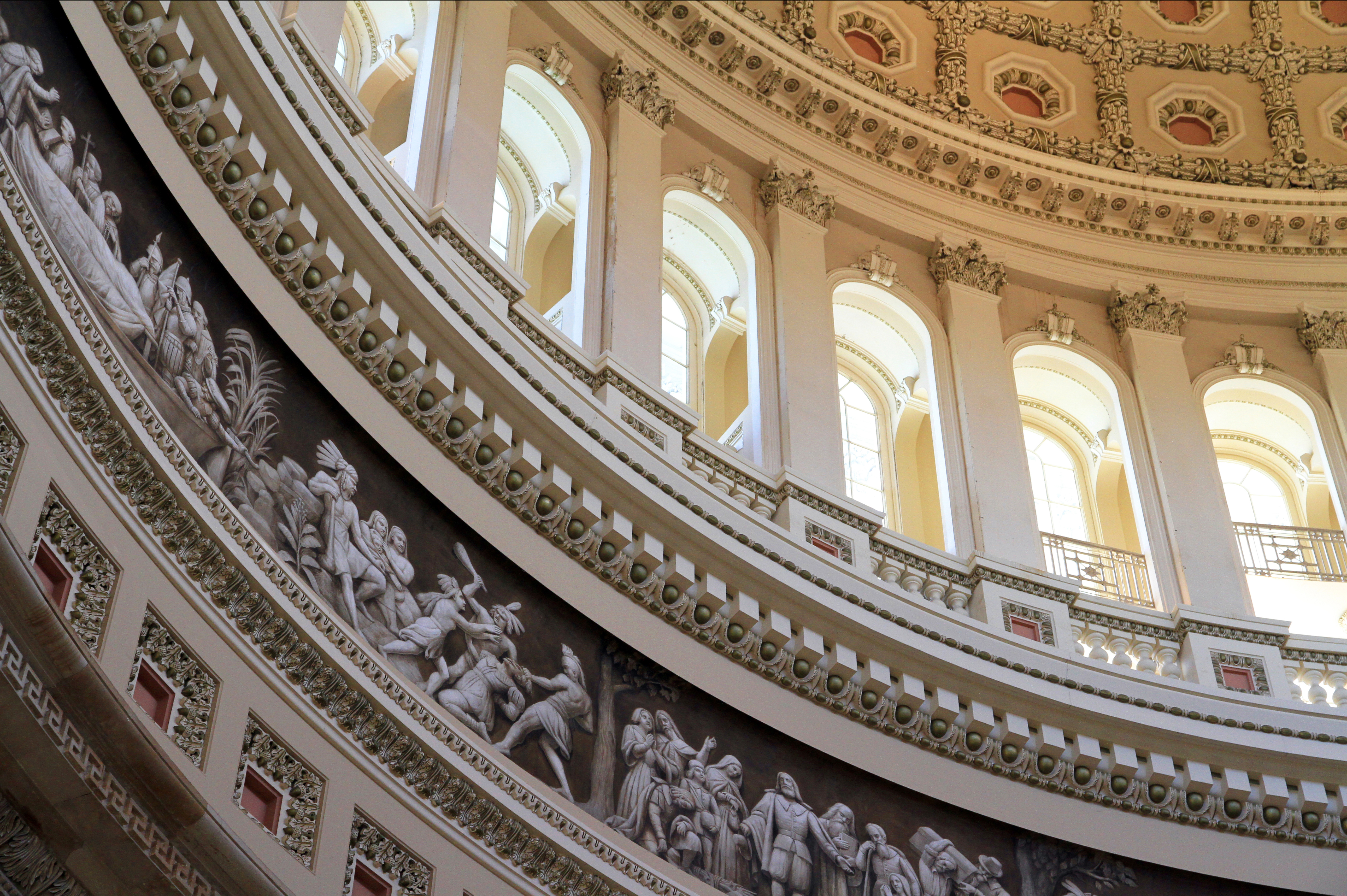
Rotonda del Capitolio

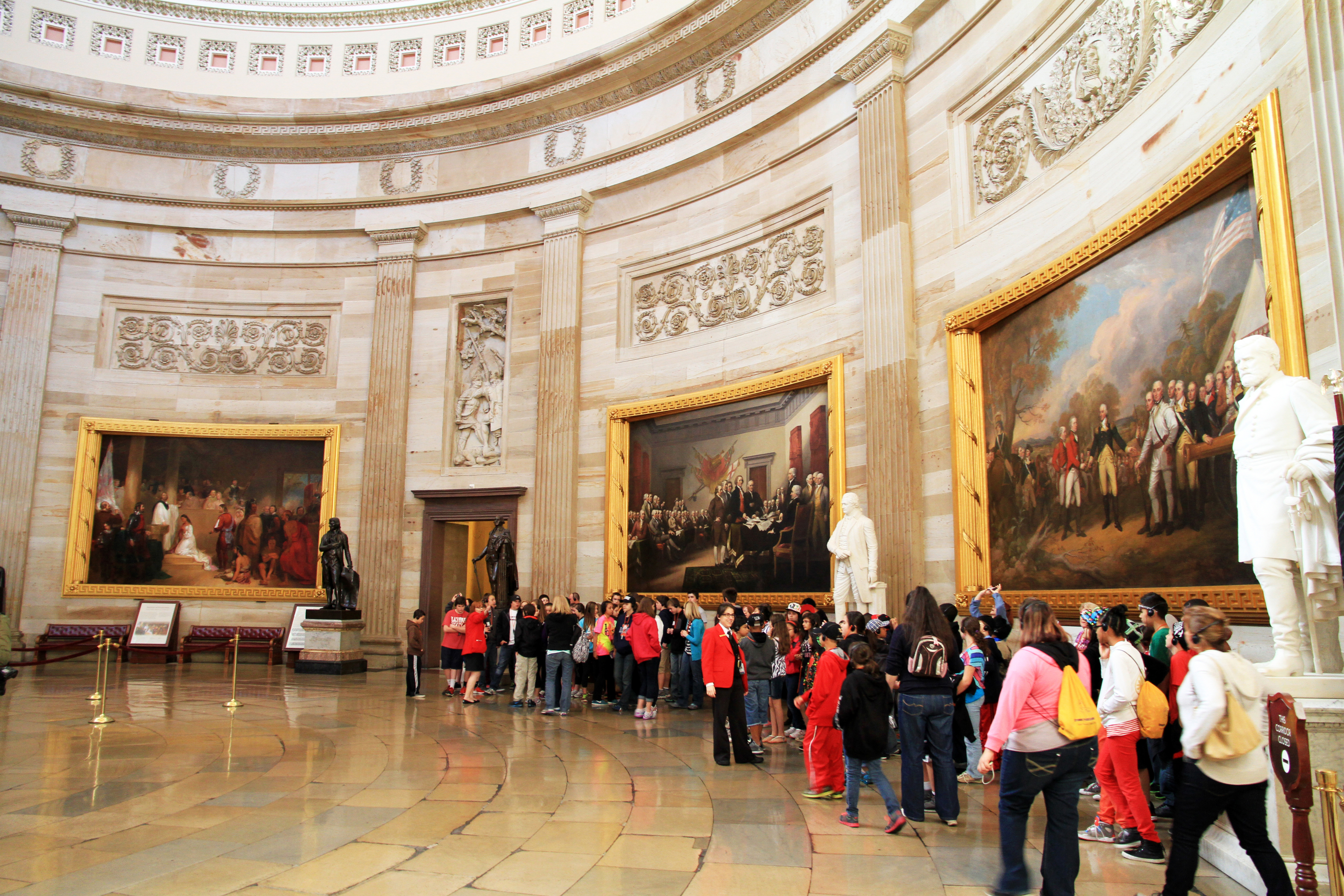
Rotonda del Capitolio

Ocho nichos en la rotonda muestran pinturas históricas. Todos tienen las medidas de 3.6 m por 5.5 m. 
Declaración de independencia. Pintada por John Trumbull en 1822.  Fue la primera de las pintadas por Trumbull y es la más conocida de todas.
Rendición al General Burgoyne. Pintada por John Trumbull en 1822. Se trata de una representación de la rendición del ejército británico al General Burgoyne tras la Batalla de Saratoga de 1777.
Rendición de Lord Cornwallis. Pintada por John Trumbull en 1820. Un ejército estadounidense-francés al mando de Washington y Lafayette derrota a los británicos. La rendición de Cornwallis supuso el fin de las hostilidades de la guerra y el ulterior reconocimiento de la independencia.
El General Washington renuncia a su cargo de Generalísimo de los ejércitos de los Estados Unidos. Pintada por John Trumbull en 1824. Esta renuncia tiene un altísimo valor en la democracia americana y en general, en las democracias occidentales; la renuncia al cargo de general supone el reconocimiento del principio de que el ejército está sometido al control y decisión civiles, y por tanto, supone el rechazo de la dictadura militar a favor de la democracia liberal.
El Descubrimiento de América por Cristóbal Colón. Pintada por John Vanderlyn en 1847. fue el detonante de la entrada de los europeos en América y por tanto, el origen del continente tal y como hoy lo conocemos.
El descubrimiento del Misisipi por Hernando de Soto. Pintada por John Vanderlyn en 1847. Hernando de Soto porta la bandera de Castilla y León. Fue uno de los primeros encuentros de los europeos con los nativos norteamericanos.
El Bautismo de Pocahontas. Pintada por John Gadsby Chapman en 1840. De nuevo se representa un encuentro entre los europeos y los nativos americanos.
Embarque de los peregrinos. Pintada por Robert Walter Weir en 1844. Representa al embarque de los peregrinos que viajaban a bordo del barco Speedwell hacia Southampton, aquí se encontraron con más colonos y embarcaron todos en el famoso Mayflower. Se muestra a los peregrinos rezando.

## Estatuas
Hay un grupo de 11 estatuas que rodea la rotonda, entre ellas: 
George Washington, bronce.
Andrew Jackson, bronce. 
James Garfield, mármol.
Dwight D. Eisenhower, bronce.
Ronald Reagan, bronce.
Martin Luther King. Bronce.
Grupo de mujeres sufragistas. Mármol.
Thomas Jefferson. Bronce.
Ulisses S. Grant. Mármol.

## Funerales de Estado en la Rotonda
- Henry Clay (1 de julio de 1852)
- Abraham Lincoln (19 a 21 de abril de 1865)
- Thaddeus Stevens (13 y 14 de agosto de 1868)
- Charles Sumner (13 de marzo de 1874)
- Henry Wilson (25 y 26 de noviembre de 1875)
- James A. Garfield (21 a 23 de septiembre de 1881)
- John Alexander Logan (30 y 31 de diciembre de 1886)
- William McKinley (17 de diciembre de 1901)
- Pierre Charles L'Enfant (28 de abril de 1909)
- George Dewey (20 de enero de 1917)
- Soldado Desconocido de la 1ª Guerra Mundial (9 a 11 de noviembre de 1921)
- Warren Harding (8 de agosto de 1923)
- William Howard Taft (11 de marzo de 1930)
- John Joseph Pershing (18 y 19 de julio de 1948)
- Robert Alphonso Taft (2 y 3 de agosto de 1953)
- Soldado Desconocido de la 2ª Guerra Mundial y la Guerra de Corea (28 a 30 de mayo de 1958)
- John F. Kennedy (24 y 25 de noviembre de 1963)
- Douglas MacArthur (8 y 9 de abril de 1964)
- Herbert Hoover (23 a 25 de abril de 1964)
- Dwight D. Eisenhower (30 y 31 de mayo de 1969)
- Everett McKinley Dirksen (9 y 10 de septiembre de 1969)
- J. Edgar Hoover (3 y 4 de mayo de 1972)
- Lyndon B. Johnson (24 y 25 de junio de 1973)
- Hubert Humphrey (14 y 15 de enero de 1978)
- Soldado Desconocido de la Guerra de Vietnam, luego identificado como Michael J. Blassie (25 a 28 de mayo de 1984)
- Claude Denson Pepper (1 y 2 de junio de 1989)
- Jacob Chestnut and John Gibson (28 de julio de 1998), primeras personas no públicas en recibir este honor.[1]
- Ronald Reagan (9 a 11 de junio de 2004)
- Gerald Ford (30 de diciembre de 2006 a 2 de enero de 2007)
- Rosa Parks (30 y 31 de julio de 2005), primera mujer en recibir este honor.
- John McCain ( 31 de agosto a 1 de septiembre de 2018)
- George H. W. Bush (3 a 5 de diciembre de 2018)
- John Lewis (27 a 28 de julio de 2020), primer legislador negro en obtener este honor.[2]
- Brian Sicknick (2 a 3 de febrero de 2021), policía fallecido durante el asalto al Capitolio de los Estados Unidos de 2021.[3]
- Bob Dole (9 de diciembre de 2021)[4]
- Harry Reid (12 de enero de 2022)[5]
- Jimmy Carter (7–9 de enero de 2025)

El listado expuesto  se corresponde únicamente con las personas que han recibido homenajes de Estado en la Rotonda del Capitolio. No obstante, en otras ocasiones el National Statuary Hall ha servido también como lugar para esta clase de actos, como ocurrió con el funeral de la jueza del Tribunal Supremo, Ruth Bader Ginsburg, en septiembre de 2020.

## Asalto de 2021
El 6 de enero de 2021, durante la sesión en la que se iba a confirmar el nombramiento de Joe Biden como próximo presidente de los Estados Unidos, miles de manifestantes asaltaron el Capitolio. Dicha situación, causó el cierre de emergencia del edificio, la evacuación de algunas personalidades, como el vicepresidente saliente Mike Pence y la presidenta de la Cámara de Representantes Nancy Pelosi y la intervención de la Guardia Nacional. El asalto terminó con más de 120 personas arrestadas y cinco fallecidos, entre ellos un policía. Desde el incendio de 1812, a causa de la Guerra Anglo-estadounidense, el Capitolio no había sido objeto de un episodio similar. 
Los daños en el patrimonio del edificio fueron limitados, a pesar de la violencia que reflejaron las imágenes emitidas por los medios de comunicación. Varias puertas y ventanas fueron destrozadas por los manifestantes en su intento por acceder al interior del edificio. Una vez dentro, una estatua del expresidente Zachary Taylor ubicada en uno de los pasillos fue salpicada por un líquido rojo, en apariencia sangre. El gas pimienta, los gases lacrimógenos y los extintores contraincendios usados en el interior tanto por los asaltantes como por las fuerzas de seguridad impregnaron algunas obras sin causar grandes daños. Varios objetos fueron sustraídos por los manifestantes. Entre ellos, un pergamino con caracteres chinos, un cuadro con una imagen del Dalái lama y un atril de la presidenta de la Cámara de Representantes, Nancy Pelosi - cuyo despacho fue asaltado-, que el autor intentó subastar más tarde por eBay. No obstante, a pesar de las valiosas obras de arte que atesora el Capitolio, ninguna sufrió daños de gravedad - salvo dos lámparas exteriores de finales del siglo XIX diseñadas por el creador de los jardines de la sede, Frederick Law Olmsted.